# Осоргин, Михаил Михайлович (регент)
Михаил Михайлович Осоргин (30 июня 1887, село Сергиевское, Калужская губерния — 29 октября 1950, Париж) — деятель белой эмиграции регент, знаток русского церковного пения.

## Биография
Происходил из нетитулованного дворянского рода Осоргиных. Родился в семье будущего тульского губернатора Михаила Михайловича Осоргина и Елизаветы Николаевны, дочери князя Н. П. Трубецкого, стоявшего у истоков Московской консерватории.
Учился в гродненской и тульской гимназиях, на юридическом факультете Московского университета.
Был членом калужской уездной земской управы и помощником калужского уездного предводителя дворянства. В Первую мировую войну был ординарцем главнокомандующего Северо-Западным фронтом, командир автомобильной роты; впоследствии сражался на Румынском фронте, занимал разные должности в Ясской военной комендатуре. В 1918 году — заведующий поездом Красного Креста.
В 1919 году оказался в Ялте, где занял должность помощника начальника уезда, а также псаломщика храма святителя Николая в Приморском санатории.
В 1920 году эвакуировался в Константинополь и, после двухмесячного пребывания там, переселился с женой и только что родившимся сыном в Баден-Баден. Стал псаломщиком и регентом местной церкви.
По просьбе архиепископа Евлогия (Георгиевского) добился возвращения в русские руки православного храма в Штутгарте и организовал при нём приход.
В январе 1924 года переехал во Францию, жил в Кламаре (под Парижем). Организовал покупку усадьбы, на которой было устроено Сергиевское подворье. С 1925 по 1927 года принимал участие в росписи Сергиевского храма по проекту Дмитрия Стеллецкого.
Занимал должности преподавателя церковного Устава, псаломщика, регента и управляющего домом. При его деятельном участии были основаны в Париже курсы псаломщиков. Им издана книга «Уставщик» с кратким изложением порядка церковных служб. Его усилиями была издана «Служба Всем Святым в России просиявшим». Напечатал несколько своих статей по церковным вопросам в «Сергиевских Листках» и в «Церковном Вестнике».
Ввел на подворье строгий стиль пения по русскому монастырскому уставу, основанный на древних распевах. Как руководитель церковного хора и хормейстер давал благотворительные концерты для сбора средств на устройство храма.
Скончался 29 октября 1950 года в Париже. Похоронен на кладбище Сент-Женевьев-де-Буа. По воспоминаниям священника Александра Семёнова-Тян-Шанского:

Для нас, бывших студентов Русского Православного Богословского Института в Париже, он останется навсегда дорогим как наш учитель церковного благолепия, как один из главных основателей родного нам Сергиевского Подворья и как глубоко церковный человек. Его церковность делала его в какой-то мере и наставником в жизни. Имевшая чистый источник, присущая ему ирония, то ласковая, то жёсткая, могла сдерживать и направлять. Она чередовалась с деловой участливостью, преимущественно в отношении молодых или житейски неопытных друзей. Многие молодые или просто одинокие студенты находили в М. М. и в его доме настоящую духовную опору. И если бы не заветный огонек в его окнах, так манивший по вечерам к нему, к его семье, в его более чем тесное помещение, может быть, жизненные тропинки многих никогда бы не вышли на прямой путь, который ведет к Единому Источнику всякого источника света. Относительно же себя он только не раз повторял своё скромное пожелание, чтобы на его могиле были бы написаны слова 145 псалма: «Пою Богу моему дондеже есмь».
Ему посвящено вступление от редакционной коллегии в «Лондонском сборнике» 1962 года.